# Neco Padaratz
Percy Padaratz, mais conhecido como Neco Padaratz (Blumenau, 11 de agosto de 1976) é um surfista brasileiro. É irmão do também surfista Teco Padaratz.

## Biografia
Morando em Balneário Camboriú, recebeu de sua mãe o apelido de Boneco pois, quando criança, o voraz surfista parecia com um bonequinho. Com o tempo o Bo caiu e ficou somente o Neco. 
Em 2003 e 2004, Neco Padaratz conquistou o título mundial da World Men's Qualifying Series (WQS), sagrando-se o primeiro bicampeão mundial consecutivo da competição. Além disso, Neco igualou os dois títulos mundiais do irmão Teco Padaratz.
Em 2005, quando estava na África do Sul para a disputa de uma etapa do World Men's Championship Tour (WCT), foi suspenso da elite do surfe mundial por uso de anabolizantes.
No final de 2007 envolveu-se em uma briga com o havaiano Sunny Garcia, em Pipeline. Apesar disso, eliminou o adversário da competição e terminou o ano na 21ª colocação.
Sua melhor colocação do WCT foi 13º lugar, em 1997.
2009
- WQS - Coca-Cola Saquarema Pro (Rio de Janeiro, Brazil)

2006
- WQS - Vodafone Surfest Open Billabong (Newcastle, Austrália)

2004
- WQS - Salomon Masters (Margaret River, Austrália)

2003
- WQS - The Mr Price Pro (Durban, África do Sul)
- WQS - Hang Loose Pro Contest (Fernando de Noronha, Brasil)

2002
- WCT - Quiksilver Pro (Hossegor, França)

1999
- WQS - Ceará Pro (Icaraí, Fortaleza, Brasil)
- WQS - Maresia Surf Floripa (Praia Mole, Florianópolis, Brasil)
- WCT - Gotcha Pro (Huntington Beach, Califórnia, Estados Unidos)

1998
- WQS - Reef Brazil Classic (Praia da Joaquina, Florianópolis, Brasil)

1996
- WQS - Town and Country Pro (Itamambuca, Ubatuba, Brasil)

1995
- WQS - Nescau Surf Energy (Praia da Joaquina, Florianópolis, Brasil)